# Starrucca
Starrucca é um distrito localizado no estado norte-americano de Pensilvânia, no Condado de Wayne.

## Demografia
Segundo o censo norte-americano de 2000, a sua população era de 216 habitantes.
Em 2006, foi estimada uma população de 222, um aumento de 6 (2.8%).

## Geografia
De acordo com o United States Census Bureau tem uma área de
22,7 km², dos quais 22,6 km² cobertos por terra e 0,1 km² cobertos por água. Starrucca localiza-se a aproximadamente 400 m acima do nível do mar.

## Localidades na vizinhança
O diagrama seguinte representa as localidades num raio de 16 km ao redor de Starrucca.